# Ленинка (Красноярский край)
Ленинка — деревня в Сухобузимском районе Красноярского края России. Относится к муниципальному образованию Шилинский сельсовет.

## География
Расположена на правом берегу реки Шилы (бассейн Енисея), в черте Тальско-Гаревского заказника, в 59 км от районного центра — села Сухобузимского и в 20 км от центра сельского поселения — села Шила. Соседние населённые пункты — деревня Шошкино, посёлки Гаревое и Первомайский.
В деревне 2 улицы, зарегистрировано 17 садовых товариществ.

## История
Деревня была основана в 1926 году переселенцами из Могилёвской губернии. В 1937 году в местном колхозе «7-й съезд Советов» трудились 67 мужчин и 14 женщин, в 1942 году — 24 мужчины, 65 женщин и 41 подросток. В деревне были начальная школа, магазин и клуб.
С началом укрупнения колхозов пашню в окрестностях деревни передали Шошкинскому отделению, оставшиеся без работы люди стали уезжать.

## Население
| 2010 |
| ---- |
| 8    |